# جعفرآباد (تربت حیدریه)
جعفرآباد یک روستا در ایران است که در دهستان پایین ولایت (تربت حیدریه) واقع شده‌است. جعفرآباد ۳۴۹ نفر جمعیت دارد.